# لوتس 19
لوتس 19 (بالإنجليزية: Lotus 19)‏ هي سيارة من تصنيع شركة لوتس (سيارات).